# Мушинка Микола Іванович
Микола Іванович Мушинка (словац. Mikuláš Mušinka, псевдоніми: Микола Вірук, Микола Гнатюківський, Микола Пастушенко, Петро Ігорчук та інші. 20 лютого 1936, село Курів, Бардіївського округу Чехословацька республіка, Пряшівщина — 13 вересня 2024, Пряшів) — словацький фольклорист та українознавець, мистецтвознавець, літературознавець, бібліограф українського (лемківського) походження. Кандидат філологічних наук (з 1967 р.), доктор філологічних наук (1992 р.). Член Міжнародної комісії по дослідженню національної культури Карпат та Балкан, дійсний член НТШ (з 1989 р.), Президент НТШ у Словаччині, голова Асоціації українців у Словаччині (від 1990), іноземний член Національної Академії наук України (від 1997).
Досліджував лемківський фольклор в Югославії, Румунії, Польщі, Україні, західній Чехії та Моравії. Дослідник українсько-словацьких літературних зв'язків.

## Життєпис
Закінчив Руську гімназію у Пряшеві. Вищу освіту одержав у Карловому університеті в Празі, де під керівництвом І. Панькевича та Є. Врабцової почав вивчати фольклор південних лемків. Від 1960 р. працював у кабінеті україністики Кошицького університету (Пряшів). Вчився в аспірантурі у Празькому та Київському ім. Т. Г. Шевченка (1964—1966) університетах. У 1967 р. здобув ступінь кандидата наук. Висланий з СРСР через контакти з дисидентами.
Під час роботи в Пряшівському університеті (1960—1972 роки) опублікував понад 200 наукових робіт, науково-популярних статей, рецензій (розвідки про В. Гнатюка, Ф. Колессу, Ф. Главачека та інших). Допомагав створювати експозицію етнографічно-меморіального музею Володимира Гнатюка, спорудити пам'ятник на запущеній могилі Володимира Гнатюка у Львові.
За протест проти введення військ Варшавського договору в Чехословаччину зазнав переслідувань (1968), був відлучений від наукового і літературного життя.
За спілкування з дисидентами звільнений у 1971 р. та змушений був працювати пастухом, кочегаром (1972—1990). Не був запрошений на проведення наукової конференції, присвяченої 100-річчю з дня народження В. М. Гнатюка на Тернопільщині. Продовжує публікації своїх досліджень за кордоном. У 1990 р. був реабілітований та повернувся в Пряшівський університет.
У 1991 (1990) р. його поновлено на посаді завідувача Науково-дослідним відділом кафедри україністики Пряшівського університету. У 1992 р. захистив докторську дисертацію в Києві в Інституті мистецтвознавства, фольклору та етнографії ім. М. Рильського. У Пряшеві заснував Асоціацію україністів Словаччини та Наукове товариство ім. Т. Шевченка у Словаччині. Збирає і досліджує фольклор українського населення Східної Словаччини. У 1991 р. обраний професором УВУ в Мюнхені, почесний професор Кам'янець-Подільського державного університету, почесний доктор наук Ужгородського національного університету.
Не раз перебував на Тернопільщині:
- 1979 року: перебував на запрошення Черемшинського Остапа відвідати Обласний комунальний етнографічно-меморіальний музей В. Гнатюка у Велесневі; привіз деякі документи для експозиції музею (протягом 10-денного перебування відвідали Тернопіль, Бучач, Почаївський монастир, Крем'янець; познайомився з Ігорем Ґеретою, тодішнім директором Тернопільського ОКМ Венедиктом Лавренюком).[7]
- 1991 р.— на святкуванні 120-річчя від дня народження В. Гнатюка
- листопад 1995 р.
- травень 1997 р.— брав участь у міжнародній конференції «Спадщина О. Кандиби-Ольжича у контексті національного відродження України» (відбулася у ТДПУ, нині ТНПУ). Передав матеріали в Тернопільський державний архів, Тернопільський ОКМ.[3]

Поряд з активною науково-дослідницькою діяльністю Мушинка проводив велику педадогічну й громадсько-культурно-освітню роботу як у Словаччині, так і за кордоном, насамперед в Україні, де користується великим авторитетом серед наукової громадськості.
Помер 12 вересня 2024 року.

## Сім'я
Син М. Мушинки — Олександр (Олесь), україномовний словацький історик та літературознавець.

## Творчість
Автор близько 200 наукових розвідок, більше 1000 статей, 350 рецензій, 50 книг. Співавтор Бібліографічного покажчика праць Володимира Гнатюка М. Мороза, 1992.
Результатом невтомної довголітньої науково-пошукової діяльності академіка Мушинки є понад 1 тис. наукових, документальних й науково-популярних робіт, у тому числі кілька десятків монографічних праць з народознавства, літературознавства, мистецтвознавства, історії та сучасного життя українців у всьому світі, які друкувалися в різних країнах — США, Канаді, Франції, Німеччині, Югославії, Чехії, Австралії і, звичайно, в Словаччині та Україні. Йому належить особливо значна роль у пошуках, збиранні й публікації архівних джерел та втрачених рукописів з україністики. Зокрема, завдяки його наукової сумлінності й наполегливості для науковців доступними стали архіви Музею визвольної боротьби України, друга частина відомої праці С. Наріжного «Українська еміграція» та інші оригінальні джерела з українознавства.

### Праці
- З українського фольклору східної Словаччини (1963);
- Українська усна словесність (1973);
- Фольклор русинів Войводини (1976, 1987).

Автор понад 70 праць про В. М. Гнатюка, зокрема:
- Володимир Гнатюк: Життя та його діяльність в галузі фольклористики, літературознавства та мовознавства, (1987) та інших.
- Володимир Гнатюк. Бібліографія друкованих праць, (1337 позицій), Едмонтон, 1987.[7]

### Окремі видання
- З глибини віків. Антологія усної народної творчості українців Східної Словаччини (1967)
- Володимир Гнатюк — дослідник фольклору Закарпаття (Париж, 1975)
- Фольклор Пряшівщини в працях українських та російських вчених і сучасний стан його дослідження (1968)
- Спільні і відмінні риси у фольклорі русинів Пряшівщини та Войводини (1971)
- Фольклорні видання українців Пряшівщини. Український календар на 1979 р., Варшава
- Володимир Гнатюк: Життя та його діяльність в галузі фольклористики, літературознавства та мовознавства. — Париж — Нью-Йорк — Сідней: НТШ, Український архів, 1987. — Т. 207.— 332 с. (І видання)
- Володимир Гнатюк: Життя та його діяльність в галузі фольклористики, літературознавства та мовознавства. Тернопіль: Навчальна книга «Богдан», 2013. (ІІ видання, передмова Анатолія Жуковського). І — Париж — Ню Йорк — Сідней: НТШ, Український архів, 1987[7]
- Володимир Січинський і русини-українці східної Словаччини. — Пряшів, 1995. — 120 с.
- Колеса крутяться… Книга І: Спогади. — Пряшів: Фундація Карпати, 1998. — 200 с.; Кн. ІІ. — 124 с.
- Листування Івана Зілинського з Іваном Панькевичем (1913—1951). — Нью-Йорк — Пряшів, 2008. — 198 с.
- Лицар волі. Життя і політично-громадська діяльність Степана Клочурака. — Ужгород: Поличка «Карпатського краю», 1995. — 283 с.
- Науковець з душею поета. До 60-річчя від дня народження Ореста Зілинського. — Бавнд-Брук, 1983. — 58 с.

### Інше
- Флоріан Заплетал — маловідомий чеський дослідник сакральної архітектури Закарпаття, Народознавчі зошити 1-2, 2003. — С. 252–259
- Олена Теліга і її антологія «Буде буря» // Дукля. — 1992. № 2. — С. 46-53.
- П'ять разів «похоронена», а все-таки жива (Д. Гуменна) // Сучасність. — 1995. № 4. — С. 139–143.

## Визнання
Лауреат премій ім. П. Чубинського, І. Франка, Д. Нитченка, В. Ґренджі-Донського, румунської премії «Корона Карпатика».

## Цитата
|  | Мій батько, не виходячи з рідного села, прожив у п’ятьох державах: Австро-Угорщині, Чехословаччині, Словацькому штаті, Чехословацькій Соціалістичній Республіці і Словацькій Республіці, в якій помер. І кожну з тих держав він вважав своєю батьківщиною. Однак і батько, і дід, і прадід знали, що їхнє коріння — там, за горами Карпатами, у країні, що давно називалася Русь (Київська, Галицька), тому край свого перебування вони окреслили цією ж назвою (Угорська Русь, Карпатська Русь), а за собою зберегли давній етнонім — русини. Я, на відміну від батька, діда і прадіда, знаю, що Русь — це нинішня Україна, а русини — нинішні українці. Отже, своєю прабатьківщиною вважаю сучасну Україну... Кожен має право декларувати себе тим, чим він себе почуває. Почуваєш себе русином — будь ласка, але не зневажай того, хто вважає себе українцем, бо і «ми», і «вони» становимо одне національне ціле. Отже, я вважаю себе русином, бо такими були мій дід, прадід і все населення Русі. Та одночасно вважаю себе українцем, бо належу до того народу, який остаточно сформував себе національно під новою назвою у XIX—ХХ століттях. Отже, якщо тут є рух, який виступає за збереження національної культури (нехай під назвою «русинська»), рідних говірок (нехай це «русинський літературний язик», кодифікований на базі народно-розмовної мови населення, а не штучного «язичія» російської та словацької мов), у програмі якого є збереження кириличного письма і народних традицій, — я підтримуватиму такий рух... Якщо не буде взаємної співпраці між тими, хто вважає себе русинами, і тими, хто вважає себе українцями, обидва національні напрями поодинці зникнуть. |